# Selecciones del Reader's Digest
Selecciones del Reader's Digest, numită simplu Selecciones, este o revistă lunară cu subiecte variate. Ea este scrisă în limba spaniolă și este deținută de The Reader's Digest Association, compania editoare a revistei americane Reader's Digest.

## Istoric
Primul număr în limba engleză al revistei a fost publicat în 1922. Ediția spaniolă a apărut în decembrie 1940. Ea era editată de compania Selecciones del Reader's Digest, S.A., la Havana, Cuba. Ediția cubaneză a fost distribuită în America Latină și Spania. În 1950 a fost înființată o ediție specială pentru Argentina. În octombrie 1952 a apărut o ediție specială pentru Spania. Ediția cubaneză și-a încetat apariția după triumful revoluției castriste în 1959. Ediția mexicană a fost fondată în 20 august 1960. În același an, existau, de asemenea, ediții locale în America Centrală (elaborată în Costa Rica) și Chile. În 1971, au apărut ediții pentru Puerto Rico și pentru cititorii americani de limbă spaniolă.
Selecciones a circulat și în Filipine până în 1972, când a fost înlocuită cu o ediție locală numită Seleksiyones.
Până în anii 1990 au existat ediții locale în Argentina, Spania, America Centrală (Costa Rica, El Salvador, Guatemala, Honduras, Nicaragua și Panama), Columbia, Chile, Ecuador, Mexic, Peru, Statele Unite ale Americii, Venezuela și o ediție comună pentru Bolivia, Paraguay și Uruguay. În cursul timpului, edițiile locale ale Selecciones del Reader's Digest au fost reduse la trei: argentiniană, spaniolă și mexicană.
Trebuie menționat că ediția engleză a revistei a apărut pentru prima dată în 1922. Revista a fost fondată de Dewitt Wallace în acel an.

## Conținut
Cea mai mare parte a conținutului său provine din articole selectate din revista Reader's Digest. De aici provine numele de Selecciones. În plus, include material elaborat pe plan local.
La fel ca ediția în limba engleză americană, Selecciones oferă articole originale, articole rezumate sau reeditate din alte reviste, rezumate de cărți, colecții de glume, anecdote, citate și alte scrieri scurte.
Unele secțiuni fixe ale Reader's Digest sunt incluse în Selecciones, dar sunt adaptate culturii hispanice. Life in These United States a devenit în spaniolă Así es la vida; iar poveștile din această secțiune se concentrează pe aspecte distractive sau interesante ale vieții din Spania sau America Latină. Secțiunea Quotable Quotes este tradusă Citas citables și încearcă să includă gânduri scurte ale scriitorilor de limbă spaniolă. Word Power este modificat în funcție de ediția locală, cum ar fi Vocabulario sau Enriquezca su vocabulario. Secțiunea Vocabulario prezintă sensul cuvintelor din limba spaniolă, în timp ce Word Power face același lucru, dar cu termenii din limba engleză. Alte secțiuni fixe ale Reader's Digest prezente în Selecciones sunt La risa, remedio infalible (Laughter, the Best Medicine) și Gajes del oficio (All in a Day's Work).

## Versiuni actuale
- Selecciones Reader's Digest Argentina: editată de Reader's Digest Argentina (RDA).[6] Este distribuită în Bolivia, Chile, Paraguay și Uruguay.
- Selecciones Reader's Digest España: editată de Global Family Editions, S.A.[7]
- Selecciones Reader's Digest México: editată de Ediciones Inteligentes, S.de R.L. de C.V.[4] Este distribuită în Columbia, Costa Rica, Ecuador, El Salvador, Guatemala, Honduras, Nicaragua, Panama, Peru, Puerto Rico, Republica Dominicană și Venezuela.

## Manual de stil
Ediția cubaneză a Selecciones, a cărei distribuție a vizat Spania și țările din America Latină, a avut problema modului de scriere a articolelor într-o limbă spaniolă inteligibilă pentru cititorii altor națiuni. Spaniola prezintă variații lexicale sau construcții gramaticale, în funcție de țara în care se vorbește. Soluția a fost publicarea la Havana, în 1959, a unei manual de stil numit Manual de Selecciones (Norme generale de redactare). Cartea a fost elaborată sub conducerea lui Jorge Cárdenas Nanneti.

## Stil
Stilul revistei este conservator și subliniază valorile tradiționale ale familiei. Aproape toate articolele revistei sunt scrise, de obicei, scrise într-o limbă spaniolă curată (cel puțin așa a fost până în anii 1990) și sunt foarte bine redactate pentru a păstra interesul cititorului până la sfârșit. Din 1975 până în 1991, Selecciones a avut ca concurență în Spania și America Latină publicația Sputnik, o revistă sovietică care era similară cu Reader's Digest.
În 1973 a fost publicat în Selecciones un articol provenit din Reader's Digest, în care câțiva membri civili și militari de rang înalț ai guvernului lui Alfredo Stroessner erau acuzați de protejarea lui Auguste Ricord, membru al filierei franceze. Auguste Ricord a fost responsabil de contrabanda cu heroină, prin Paraguay, în Statele Unite ale Americii. Autoritățile paraguayene au confiscat ediția în care a apărut articolul.

## Legături externe
- Site oficial în Argentina Arhivat în 18 august 2018, la Wayback Machine.
- Site oficial în Spania Arhivat în 22 octombrie 2019, la Wayback Machine.
- Site oficial în Mexic Arhivat în 2 februarie 2018, la Wayback Machine.